# Löschpanzer

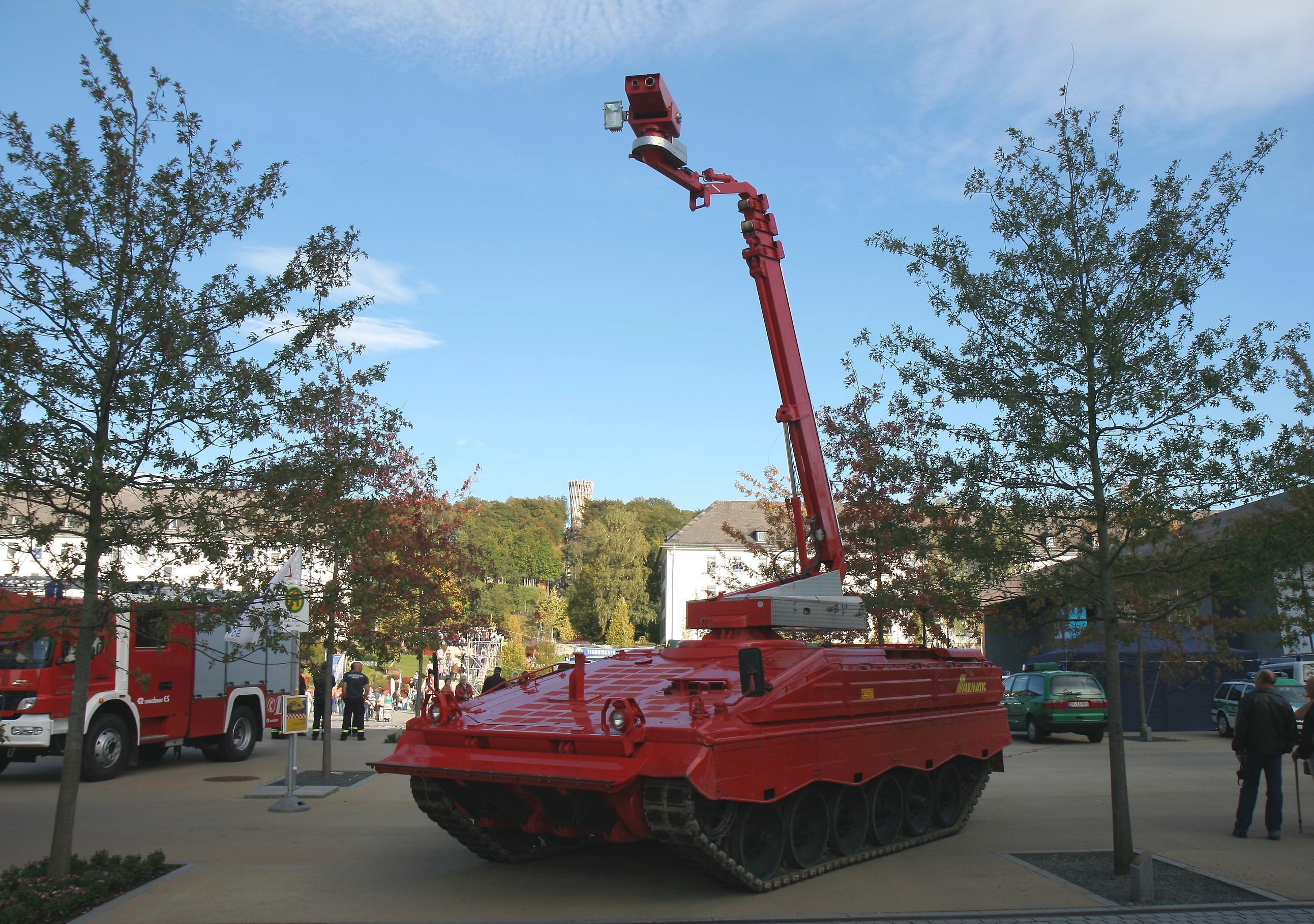
Ein Löschpanzer (im Jahr 2010), auf der Grundlage des SPz Marder

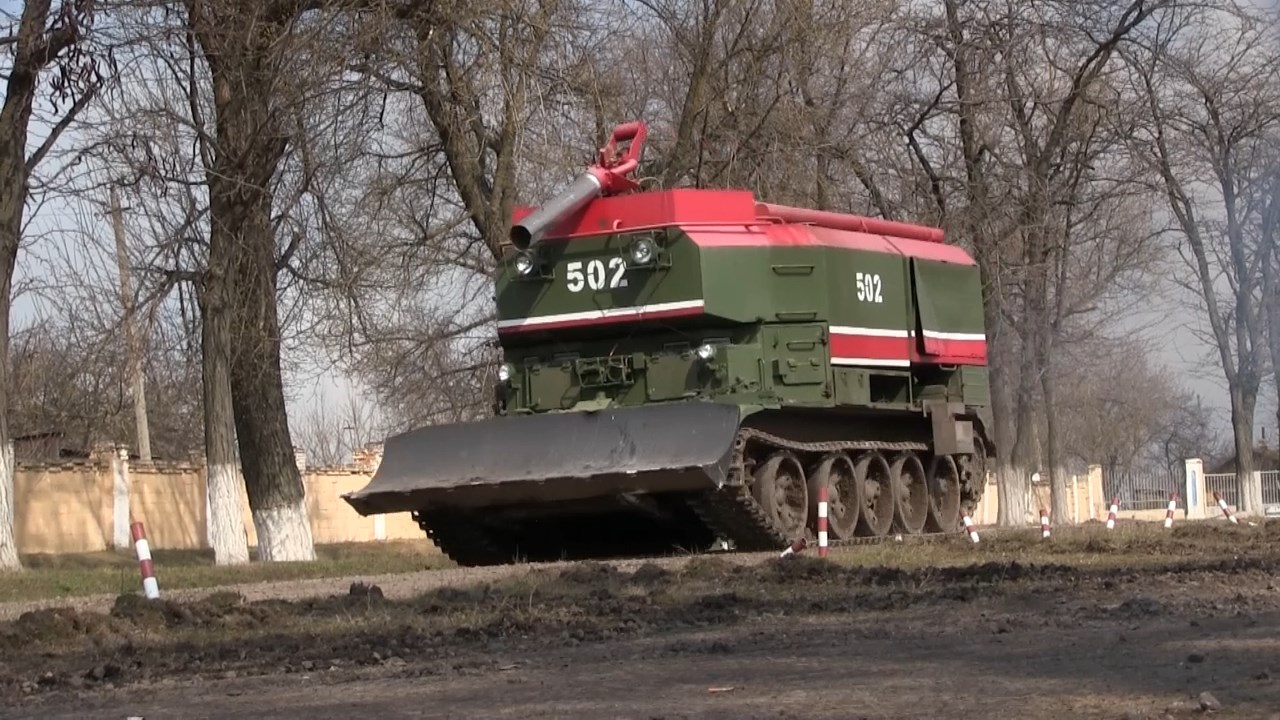
Ukrainischer Löschpanzer GPM-54 auf Basis eines T-54, der bei der Brandbekämpfung eines Munitionsdepots verwendet wurde

Ein Löschpanzer ist ein Kettenfahrzeug, das von Militär oder Feuerwehr zur Brandbekämpfung bei Großschadens- oder Katastrophenlagen (zum Beispiel brennende Ölfelder, Waldbrände, Tunnelbrände oder Brände in Munitionsdepots) eingesetzt wird.

## Allgemeines
Oft wurden und werden Löschpanzer aus ausgemusterten Kampfpanzern oder Pionierpanzern gebaut. Das hat viele Vorteile, unter anderem folgende: Es gibt viele Erfahrungen mit Fahreigenschaften, Wartung und Reparatur; Ersatzteile können durch das Ausschlachten von anderen Panzern gewonnen werden, Pionierpanzer haben bereits einen Räumschild.
Ein Beispiel ist der SPOT 55 (auf der Basis eines T-55) mit 11.000 Liter Wasser und 2.000 Liter Schaummittel. Von ihm wurden über 30 Exemplare gebaut.
Wenn ein Kampfpanzer zum Löschpanzer umgerüstet wird, wird der Geschützturm entfernt; Löschkanonen und anderes Equipment (z. B. Tanks, Wasserpumpen) werden installiert.
Als Vorteile gegenüber herkömmlichen Feuerwehrfahrzeugen gelten ihre hohe Geländegängigkeit sowie der Schutz gegen Explosionen, gegen Hitze sowie gegen auftreffende Gegenstände wie umstürzende Bäume oder Gebäudetrümmer.
Weiterhin sind sie zumeist hermetisch gegen eindringenden Rauch (ursprünglicher Schutzzweck: Gasangriffe) geschützt. Je nach Fahrzeugtyp können Personen evakuiert werden, bspw. mit Mannschaftstransportfahrzeugen wie dem Schützenpanzer Marder.
Einen Nachteil stellen die hohen Kosten dar.
Größere Feuerwehren besitzen zunehmend kostengünstige kleine ferngesteuerte Aerosolraupenlöschfahrzeuge wie den LUF 60. Aufgrund ihrer Größe sind diese Fahrzeuge ideal für Großschadensereignisse wie Hallenbrände, wo sie zur Kühlung und Brandbekämpfung eingesetzt werden.

## Sonstiges
Das Abgaslöschfahrzeug „Hurricane“ wurde nur einmal gebaut; auf dem Fahrgestell eines T-55 wurde ein Strahltriebwerk einer MIG-21MF montiert, um feinen Wassernebel zur Brandstelle zu blasen.